# Bósnia e Herzegovina nos Jogos Olímpicos de Inverno de 2006
A Bósnia e Herzegovina mandou 6 competidores para os Jogos Olímpicos de Inverno de 2006, em Turim, na Itália. A delegação não conquistou nenhuma medalha.

## Desempenho

### Biatlo
| Atleta                | Evento               | Final     | Final | Final |
| Atleta                | Evento               | Tempo     | Pen.  | Pos.  |
| --------------------- | -------------------- | --------- | ----- | ----- |
| Miro Cosic            | Velocidade masculino | 32:56.1   | 4     | 85    |
| Miro Cosic            | Individual masculino | 1:08:32.7 | 7     | 83    |
| Aleksandra Vasiljevic | Velocidade feminino  | 28:10.9   | 1     | 78    |
| Aleksandra Vasiljevic | Individual feminino  | 1:01:11.8 | 1     | 74    |

### Esqui alpino
| Atletas          | Evento                   | Final      | Final      | Final      | Final   | Final |
| Atletas          | Evento                   | 1ª Corrida | 2ª Corrida | 3ª Corrida | Total   | Pos.  |
| ---------------- | ------------------------ | ---------- | ---------- | ---------- | ------- | ----- |
| Mojca Rataj      | Slalom gigante feminino  | DNS        | DNS        | DNS        | DNS     | DNS   |
| Mojca Rataj      | Slalom feminino          | 45.34      | 49.03      |            | 1:34.37 | 31    |
| Marco Schafferer | Slalom gigante masculino | 1:39.28    | 1:25.18    |            | 3:04.46 | 37    |
| Marco Schafferer | Slalom masculino         | 1:01.11    | 56.06      |            | 1:57.17 | 30    |

### Esqui cross-country
| Atleta            | Evento             | Preliminares | Preliminares | Quartas | Quartas | Semifinal | Semifinal | Final   | Final |
| Atleta            | Evento             | Total        | Pos.         | Total   | Pos.    | Total     | Pos.      | Total   | Pos.  |
| ----------------- | ------------------ | ------------ | ------------ | ------- | ------- | --------- | --------- | ------- | ----- |
| Bojan Samardija   | Clássico masculino |              |              |         |         |           |           | 51:28.8 | 89    |
| Vedrana Vucicevic | Clássico feminino  |              |              |         |         |           |           | 42:45.8 | 70    |

Legenda
| Recorde mundial      | Recorde mundial (World record)               |                       | Recorde africano                      | Recorde africano (African) |                                           | Q | Classificado por posição (Qualified) |
| Recorde olímpico     | Recorde olímpico (Olympic record)            | Recorde da América    | Recorde da América (Americas)         | q                          | Classificado por melhor tempo (Qualified) |   |                                      |
| Melhor marca do ano  | Melhor marca do ano (World leading)          | Recorde asiático      | Recorde asiático (Asian)              | DNS                        | Não largou (Did not start)                |   |                                      |
| Recorde nacional     | Recorde nacional (National record)           | Recorde europeu       | Recorde europeu (European)            | DNF                        | Não terminou (Did not finish)             |   |                                      |
| Recorde pessoal      | Recorde pessoal do atleta (Personal best)    | Recorde da Oceania    | Recorde da Oceania (Oceania)          | DSQ / DQ                   | Desclassificado (Disqualified)            |   |                                      |
| Recorde da temporada | Recorde da temporada do atleta (Season best) | Recorde sul-americano | Recorde sul-americano (South America) | NM                         | Sem marca (No mark)                       |   |                                      |